# 러시아 퍼스트 리그
러시아 퍼스트 리그(러시아어: Первая лига, 영어: Russian First League, RFL)는 러시아의 축구 리그로 러시아 축구 리그 시스템상 2부 리그이며 18개의 클럽이 소속되어 있다.

## 리그 방식
매 시즌이 끝나고 최상위 두 팀은 러시아 프리미어리그로 승격하고 차상위 두 팀(3위와 4위)은 러시아 프리미어리그의 최하위 두 팀(13위와 14위)과 승강 플레이오프(홈 앤 어웨이 토너먼트 방식)를 치러서 승자가 러시아 프리미어리그로 향하고 패자는 러시아 퍼스트 리그에 잔류하며 최하위 3팀은 러시아 세컨드 리그로 강등된다.
다만 참가 자격을 얻은 뒤 러시아 프리미어리그 라이선스를 받아야 하며 만약 리그 라이선스를 얻지 못한다면 아무리 상위권의 성적을 거두었다해도 승격이 불가능하며 러시아 프리미어리그 소속팀의 리저브팀(2부리그 이하)은 반드시 1군팀보다 무조건 하부 리그에 소속되어야 하며 러시아 프리미어리그로의 승격이 불가능하다.
그리고 만약 1군팀이 강등되면 리저브팀은 성적에 상관없이 1군팀이 강등될 하부 리그의 더 아래 단계의 하부 리그로 자동 강등되는데 예를 들어 러시아 프리미어리그에 있는 1군팀이 퍼스트 리그로 강등되면 리저브팀은 자동적으로 러시아 세컨드 리그로 강등이 확정된다.

## 역사
소련이 붕괴된 이후에 소비에트 톱 리그와 소비에트 1부 리그에 소속된 모든 러시아 클럽들은 하나의 러시아 톱 디비전을 조직하였다.
이에 따라 하위 리그들도 조직되었는데 1992년과 1993년의 처음의 두 시즌은 지역별로 나뉘어 1부 리그를 진행하였으나 1994년부터는 단일 디비전으로 구성하여 현재에 이르고 있으며 2022-23 시즌부터는 러시아 퍼스트 리그로 리그명이 환원된 것은 물론 참가팀도 18팀으로 줄었다.

## 역대 우승팀과 최다 득점자
| 시즌                                       | 우승팀                                                                                     | 승격팀                                             | 최다 득점자 |
| ------------------------------------------ | ------------------------------------------------------------------------------------------ | -------------------------------------------------- | --- |
| 1992                                       | 젬추지나 아메러스 (서부) 카마스 나베레즈니예첼니 (중부) 루치 블라디보스토크 (동부)         | –                                                  | 고차 고그리치아니 (젬추지나 아메러스, 서부) – 26 올렉 테료킨 (소콜 사라토프, 중부) – 27 비야체슬라프 카르타소프 (이르티시 옴스크, 동부) – 19                    |
| 1993                                       | 체르노모레츠 노보로시스크 (서부, 비 승격) 라다 톨리야티 (중부) 디나모 가조비크 튜멘 (동부) | –                                                  | 세르게이 부르딘 (체르노모레츠 노보로시스크, 서부) – 25 블라디미르 필리노모프 (즈베즈다 페름, 중부) – 37 비야체슬라프 카몰체프 (디나모 가조비크 튜멘, 동부) – 22 |
| 1994                                       | 체르노모레츠 노보로시스크                                                                  | FC 로스토프                                        | 디미트리 실린 (발티카 칼리니그라드) – 35 |
| 1995                                       | 발티카 칼리니그라드                                                                        | 라다 톨리야티 제니트 상트페테르부르크              | 세르게이 불라토프 (발티카 칼리니그라드) – 29 |
| 1996                                       | 디나모 가조비크 튜멘                                                                       | 신니크 야로슬라블 파켈 보로네시                    | 바를람 킬라소니아 (로코모티브 상트페테르부르크) – 22 |
| 1997                                       | 우라란 옐리스타                                                                            | –                                                  | 알렉셰이 체르노프 (라다 그라드 디미트로프크라드) – 29 |
| 1998                                       | 사투른 모스크바                                                                            | 로코모티브 니즈니 노브고로드                       | 안드라디나 (아르세날 툴라) – 27 |
| 1999                                       | 안지 마하치칼라                                                                            | 파켈 보로네시                                      | 콘스탄틴 파라모노프 (암카르 페름) – 23 |
| 2000                                       | 소콜 사라토프                                                                              | 토르페도 질 모스크바                               | 안드레이 페드코프 (소콜 사라토프) – 26 |
| 2001                                       | 신니크 야로슬라블                                                                          | 우라란 옐리스타                                    | 비탈리 카쿠닌 (네프테크히미크 니즈네캄스크) – 20 |
| 2002                                       | 루빈 카잔                                                                                  | 체르노모레츠 노보로시스크                          | 비야체슬라프 카몰체프 (체르노모레츠 노보로시스크) 데이비드 찰라제 (루빈 카잔) – 20                                                                              |
| 2003                                       | 암카르 페름                                                                                | 쿠반 크라스노다르                                  | 알렉산드르 파노프 (디나모 상트페테르부르크) – 23 |
| 2004                                       | 테렉 그로즈니                                                                              | 톰 톰스크                                          | 안드레이 페드코프 (아흐마트 그로즈니) – 38 |
| 2005                                       | 루치 에네르기야 블라디보스토크                                                             | 스파르타크 날치크                                  | 예프게니 알치모프 (로코모티브 치타) – 24 |
| 2006                                       | 힘키                                                                                       | 쿠반 크라스노다르                                  | 예프게니 알치모프 (우랄 스베르로프스크 오블라스트) – 25 |
| 2007                                       | 신니크 야로슬라블                                                                          | 테렉 그로즈니                                      | 디미트리 아키모프 (시비리 노보시비리스크) – 34 |
| 2008                                       | FC 로스토프                                                                                | 쿠반 크라스노다르                                  | 데니스 포포프 (토르페도 모스크바 체르노모레츠 노보로시스크) – 24                                                                                                |
| 2009                                       | 안지 마하치칼라                                                                            | 시비리 노보시비르스크 알라니아 블라디카프카즈      | 알렉셰이 메드베데프 (시비리 노보시비리스크) – 18 |
| 2010                                       | 쿠반 크라스노다르                                                                          | 볼가 니즈니 노브고로드 FC 크라스노다르             | 오타르 마르츠발라제 (볼가 니즈니 노브고로드) – 21 |
| 2011–12(18개월간 리그 진행; 추춘제로 변경) | 모르도비아 사란스크                                                                        | 알라니아 블라디카프카즈                            | 루슬란 무하메친 (모르도비야 사란스크) – 31 |
| 2012–13                                    | 우랄 스베르들로프스크 오블라스트                                                           | 톰 톰스크                                          | 스파르탁 고그니예프 (우랄 스베르들로프스크 오블라스트) – 17 |
| 2013–14                                    | 모르도비야 샤란스크                                                                        | 아르세날 툴라 토르페도 모스크바 우파               | 알렉산드르 쿠티인 (아르세날 툴라) – 19 |
| 2014–15                                    | 크릴리야 소베토프 사마라                                                                   | 안지 마하치칼라                                    | 야닉 볼리 (안지 마하치칼라) – 15 |
| 2015–16                                    | 가조빅 오렌부르크                                                                          | 아르세날 툴라 톰 톰스크                            | 아르툠 델킨 (가조빅 오렌부르크) 하산 맘토프 (FC 튜멘) 막심 지트네프 (시비르 노보시비리스크) – 16                                                                |
| 2016–17                                    | 디나모 모스크바                                                                            | 토스노 SKA 하바롭스크                              | 키릴 판첸코 (디나모 모스크바) – 24 |
| 2017–18                                    | 오렌부르크                                                                                 | 크릴리야 소베토프 사마라 예니세이 크라스노야르스크 | 아르툠 쿨리셰프 (디나모 상트페테르부르크) – 17 |
| 2018–19                                    | 탐보프                                                                                     | 소치                                               | 막심 바르소프 (소치) – 19 |
| 2019–20                                    | 로토르 볼고그라드                                                                          | 힘키                                               | 이반 세르게예프 (토르페도 모스크바) 알렉산드르 루덴코 (토르페도/스파르타크-2) – 14                                                                              |
| 2020–21                                    | 크릴리야 소베토프 사마라                                                                   | 크릴리야 소베토프 사마라 FC 니즈니노브고로드(3위)  | 이반 세르게예프 (크릴리야 소베토프 사마라) – 40 |